# Cathrinebjerg
Cathrinebjerg er dannet i 1803 af en parcel fra Billeshave, som en Julius Eibe købte. Gården ligger i Vejlby Sogn, Vends Herred, Region Syddanmark, Middelfart Kommune. Hovedbygningen er opført i 1803
Cathrinebjerg Gods er på 110 hektar.

## Ejere af Cathrinebjerg
- (1803-1819) Niels Julius Eibe
- (1819-1853) Ukendt Ejer
- (1853-1866) Laurits Christian Dehlholm
- (1866-1898) Frederik Ludvig Adolph Gottlieb Dehlholm (søn)
- (1898-1910) Sv. Lacoppidan
- (1910-1915) Carl Brandt
- (1915-1962) Johan P. Jensen-Saltø
- (1962-1984) Jens Laursen
- (1984-1999) Niels Ivar Carl Cederfeld de Simonsen
- (1999-2006) Jens Erik Marcussen
- (2006-2014) Jens Erik Marcussen
- (2014-) Erik Sørensen